# Chlum, Plzeň-jih
Chlum là một làng thuộc huyện Plzeň-jih, vùng Plzeňský, Cộng hòa Séc.